# Mike Clevinger

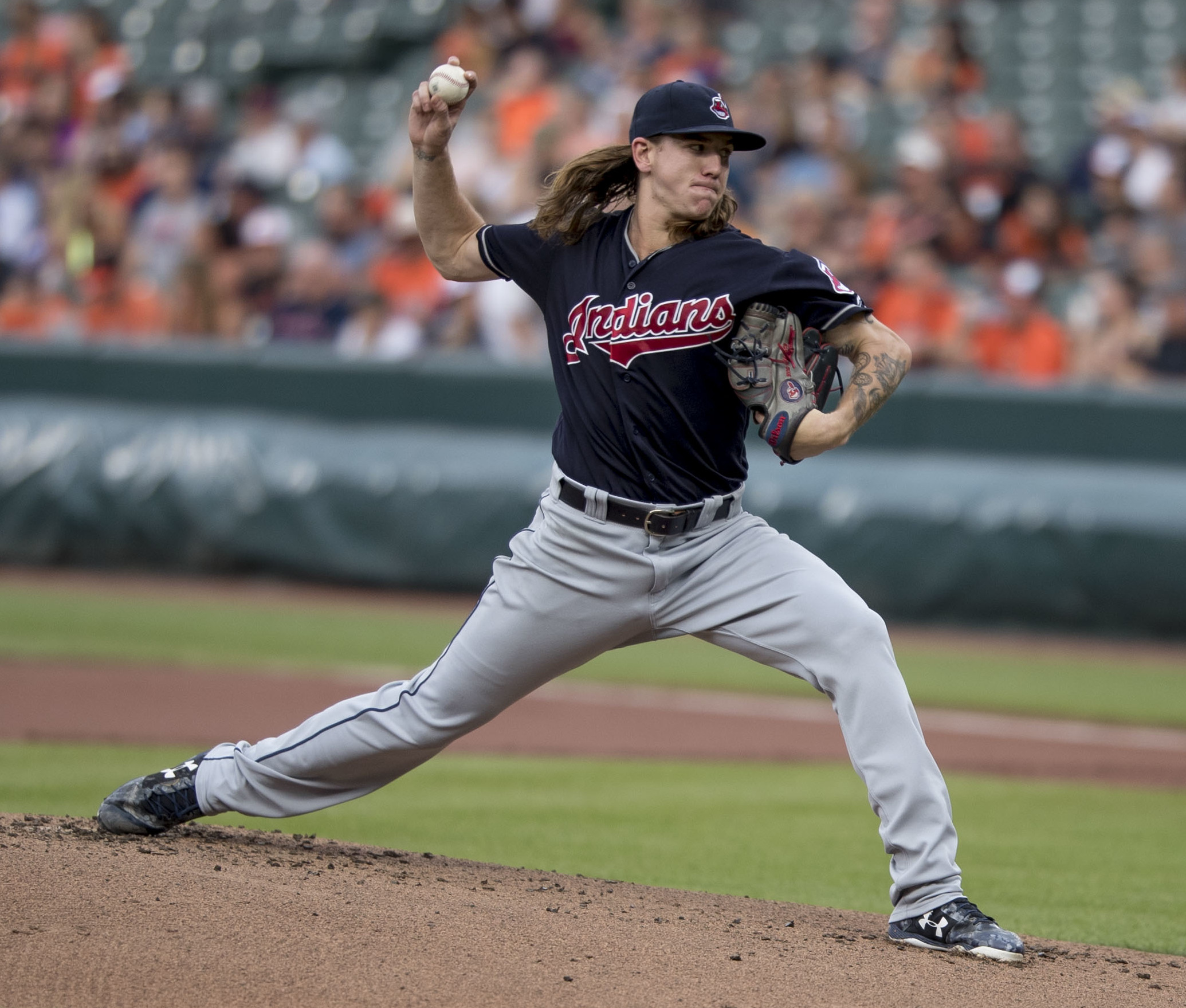
Mike Clevinger, 2017.

Michael Anthony "Mike" Clevinger, född 21 december 1990 i Jacksonville i Florida, är en amerikansk professionell basebollspelare som spelar som pitcher för San Diego Padres i Major League Baseball (MLB). Han har tidigare spelat för Cleveland Indians.
Clevinger draftades av Los Angeles Angels of Anaheim i 2011 års MLB-draft.